# Iglica velkovrhi
Iglica velkovrhi is een slakkensoort uit de familie van de Hydrobiidae. De wetenschappelijke naam van de soort is voor het eerst geldig gepubliceerd in 2007 door De Mattia.